# Anaglyptus gibbosus
Anaglyptus gibbosus är en skalbaggsart som först beskrevs av Fabricius 1787.  Anaglyptus gibbosus ingår i släktet Anaglyptus och familjen långhorningar.
Artens utbredningsområde är:
- Corsica.
- Frankrike.

Inga underarter finns listade i Catalogue of Life.